# Masahide Ōta
Pour les articles homonymes, voir Ota.
Masahide Ōta (大田 昌秀, Ōta Masahide) est un homme politique et universitaire japonais, né le 12 juin 1925 à Kumejima et mort le 12 juin 2017.
Il occupe le poste de gouverneur d'Okinawa de 1990 à 1998. C'est sous son administration que fut érigé, en 1995, le monument de la pierre angulaire de la paix marquant les cinquante ans de la bataille d'Okinawa et la fin de la Seconde Guerre mondiale.